# Mutsu (nave da battaglia)
La Mutsu fu una nave da battaglia tipo dreadnought della Marina imperiale giapponese, entrata in servizio nell'ottobre 1921 come seconda e ultima unità della classe Nagato. Dopo lavori di ammodernamento negli anni 1930, la corazzata svolse alcuni turni operativi al largo delle coste della Cina nel corso della seconda guerra sino-giapponese, per poi prendere parte alla seconda guerra mondiale ma in un ruolo piuttosto marginale: benché assegnata alle forze navali impegnate nella campagna di Guadalcanal, la Mutsu non prese parte ad alcun combattimento e trascorse gran parte della sua carriera impegnata in manovre di addestramento nelle acque di casa.
L'8 giugno 1943, mentre si trovava ancorata davanti alla città di Hashirajima in Giappone, la Mutsu fu interessata da una catastrofica esplosione in uno dei suoi depositi di munizioni: spezzatasi in due tronconi, la nave affondò in pochi minuti con la morte di 1 121 tra membri dell'equipaggio e personale in visita. Le cause del disastro non sono mai state chiarite del tutto: la commissione d'inchiesta riunita dalla Marina giapponese escluse tanto un attacco del nemico quanto una detonazione accidentale delle munizioni, e la causa finale venne indicata nel gesto suicida di un membro scontento dell'equipaggio. Alcuni storici indicano invece, come possibile causa dello scoppio, un incendio generato da cavi elettrici difettosi e alimentato dalla presenza sulla nave di un eccessivo quantitativo di materiale infiammabile.

## Storia

### Entrata in servizio e prime operazioni

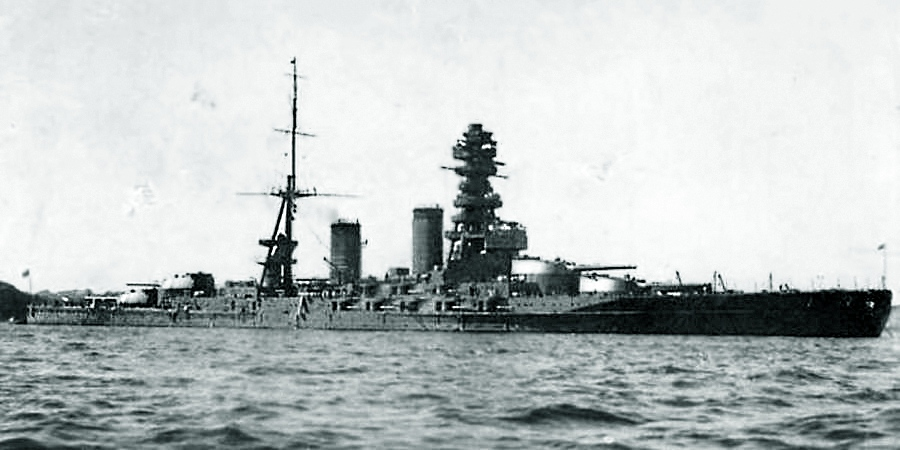
La Mutsu fotografata nei primi anni 1920, poco dopo il completamento

Impostata presso l'arsenale navale di Yokosuka il 1º giugno 1918, l'unità venne varata il 31 maggio 1920 con il nome di Mutsu in onore dell'omonima provincia del Giappone settentrionale; parte dei finanziamenti necessari a realizzare la nave furono ottenuti da donazioni da parte degli scolari giapponesi. Mentre la nave era prossima al completamento, i rappresentanti delle maggiori potenze navali dell'epoca si riunirono a Washington a partire dal 12 novembre 1921 per tentare di negoziare un accordo che scongiurasse la nuova e dispendiosa corsa agli armamenti che stava avendo luogo tra Stati Uniti d'America, Regno Unito e Giappone. I delegati statunitensi alla conferenza navale di Washington proposero di avviare alla demolizione qualunque nave da battaglia fosse all'epoca in costruzione o in allestimento per le potenze navali interessate; la Mutsu stessa, benché ufficialmente entrata in servizio il 24 ottobre 1921 prima che la conferenza avesse inizio, fu inserita nella lista delle unità di cui si proponeva la demolizione, cosa che fu prevedibilmente rifiutata dai delegati giapponesi. Il governo di Tokyo ottenne infine di conservare la Mutsu demolendo al suo posto la vecchia corazzata Settsu varata nel 1911, acconsentendo come compromesso a un simile scambio con le nuove dreadnought classe Colorado in quel momento in allestimento per gli Stati Uniti.
Assegnata alla 1ª Divisione navi da battaglia della 1ª Flotta il 1º dicembre 1921, il 12 aprile 1922 la Mutsu ospitò a bordo per una visita l'allora Principe di Galles Edoardo del Regno Unito e il suo aiutante di campo Louis Mountbatten, impegnati in una visita di Stato in Giappone. Il 4 settembre 1923, la nave trasportò un carico di rifornimenti urgenti per assistere le vittime del Grande terremoto del Kantō del 1923. Il 30 marzo 1924 la Mutsu subì lievi danni dopo una leggere collisione con la gemella Nagato durante delle manovre al largo di Amami Ōshima, mentre il 7 settembre seguente la Mutsu e la Nagato affondarono nel corso di esercitazioni di tiro nella baia di Tokyo lo scafo abbandonato dell'obsoleta corazzata Satsuma; il capitano Mitsumasa Yonai, in seguito Primo ministro del Giappone, comandò la corazzata dal 1º novembre 1924 al 1º dicembre 1925. La Mutsu funse poi da nave ammiraglia per l'imperatore Hirohito durante le manovre d'addestramento della flotta nell'ottobre 1927; il 29 marzo 1929 l'unità passò in forza alla 3ª Divisione navi da battaglia unitamente agli incrociatori leggeri Yura, Nagara e Natori.
Dopo lavori nel 1932 per potenziare l'armameto antiaereo originale, la Mutsu tornò in forza alla 1ª Divisione della 1ª Flotta nel dicembre di quell'anno, e servì nuovamente come nave ammiraglia dell'imperatore durante le esercitazioni navali nell'ottobre 1933. Spostata in riserva nel novembre seguente, la corazzata fu sottoposta a lavori di ricostruzione e ammodernamento presso l'arsenale navale di Yokosuka, proseguiti dal 5 settembre 1934 fino al 30 settembre 1936: lo scafo fu ricostruito, la corazzatura venne ispessita e il sistema propulsivo completamente sostituito da apparati più moderni; i pezzi principali da 410 mm furono collocati in torrette di nuova fattura e furono aggiunti nuovi pezzi antiaerei oltre a una catapulta per il lancio di tre idrovolanti da ricognizione. Al completamento dei lavori, la Mutsu tornò in forza alla 1ª Divisione della 1ª Flotta il 1º dicembre 1936 e, dal luglio 1937, fu impegnata negli eventi della seconda guerra sino-giapponese: il 20 agosto 1937 la nave trasportò 2 000 soldati giapponesi a Shanghai, operando poi in appoggio dei reparti a terra prima di rientrare in Giappone il 25 agosto seguente. La nave alternò poi fino all'ottobre 1938 vari dispiegamenti nelle acque della Cina intervallati da rientri in patria; l'allora capitano Aritomo Gotō comandò la corazzata dal 15 novembre 1938 al 1º novembre 1939, periodo nel corso del quale però la Mutsu fu per la maggior parte del tempo in riserva.
La nave svolse ancora due turni di servizio al largo della Cina tra il marzo e l'aprile 1940 e tra il febbraio e il marzo 1941, prima di essere messa in cantiere a Yokosuka per svolgere un nuovo turno di lavori di manutenzione tra il 3 e il 21 settembre 1941 in preparazione per l'imminente apertura delle ostilità contro gli Stati Uniti.

### La seconda guerra mondiale

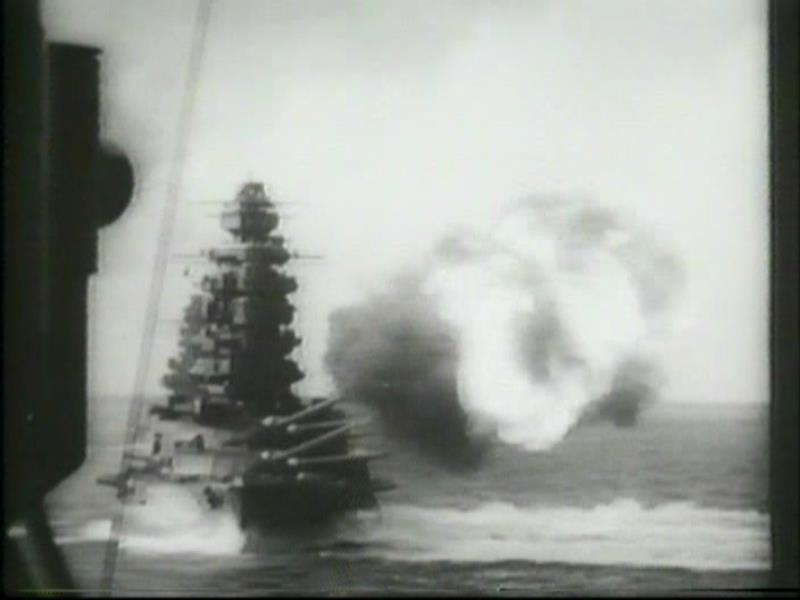
La Mutsu impegna il suo armamento principale durante un'esercitazione nel 1940

La Mutsu vide poca azione nel corso della seconda guerra mondiale, passando la maggior parte del suo tempo inoperosa nelle acque di casa. L'8 dicembre 1941, mentre le portaerei giapponesi attaccavano la flotta statunitense a Pearl Harbor, la Mutsu, le navi da battaglia Nagato, Hyuga, Yamashiro, Fuso e Ise e la portaerei leggera Hosho incrociarono nella zona delle isole Bonin come forza di supporto a distanza per il gruppo d'attacco, rientrando in patria sei giorni più tardi. Il 18 gennaio 1942 la Mutsu fornì assistenza alla nuova nave da battaglia Yamato, da poco entrata in servizio, durante le sue esercitazioni di tiro.
La Mutsu fu impegnata in esercitazioni nelle acque di casa fino al giugno 1942, quando fu assegnata insieme alla Yamato, alla Nagato e alla Hōshō al "corpo centrale" della flotta giapponese inviata a invadere l'Atollo di Midway; la corazzata non fu impegnata in azione nella seguente battaglia delle Midway il 4 giugno, e dopo che le portaerei della squadra d'appoggio furono affondate dagli statunitensi si ritirò in Giappone con il resto della flotta arrivando ad Hashirajima il 14 giugno. Dopo essere stata assegnata alla 2ª Divisione della 1ª Flotta il 14 luglio, il 9 agosto seguente la Mutsu fu trasferita in forza alla 2ª Flotta e l'11 agosto salpò da Yokosuka per andare a partecipare alle operazioni della campagna di Guadalcanal da poco iniziata; la nave arrivò alla base di Truk il 17 agosto, e il 20 agosto compì una sortita in coppia con l'incrociatore Atago nell'infruttuoso tentativo di intercettare la portaerei di scorta statunitense USS Long Island, diretta a trasportare velivoli per la guarnigione statunitense di Guadalcanal.
Il 27 agosto 1942 la Mutsu fu inviata a unirsi alla flotta dell'ammiraglio Chūichi Nagumo, reduce dalla fallimentare battaglia delle Salomone Orientali contro la flotta statunitense; nel corso del trasferimento la nave sparò quattro colpi contro un aereo da ricognizione nemico, l'unica occasione in cui la corazzata ebbe modo di impiegare le sue bocche da fuoco in una situazione di combattimento reale. Rientrata a Truk il 2 settembre senza essere riuscita a entrare in contatto con il nemico, la Mutsu sbarcò parte del suo personale antiaereo per addestrare i cannonieri stazionati a terra a Rabaul; la nave rimase quindi inattiva a Truk, trasbordando anche parte del suo carburante a favore di altre unità della flotta. Il 7 gennaio 1943 la Mutsu lasciò Truk e rientrò a Kure via Saipan in squadra con la portaerei Zuikaku e l'incrociatore Suzuya; dopo una sosta nel bacino di carenaggio di Yokosuka, la nave tornò ad Hashirajima dove riprese le attività di addestramento. Il 13 aprile 1943 la Mutsu lasciò Hashirajima per Kure in vista di un trasferimento nella zona delle isole Aleutine, una risposta alla vittoria statunitense nella recente battaglia delle isole Komandorski; il trasferimento fu tuttavia annullato il 17 aprile e la nave tornò ad Hashirajima.

### L'affondamento

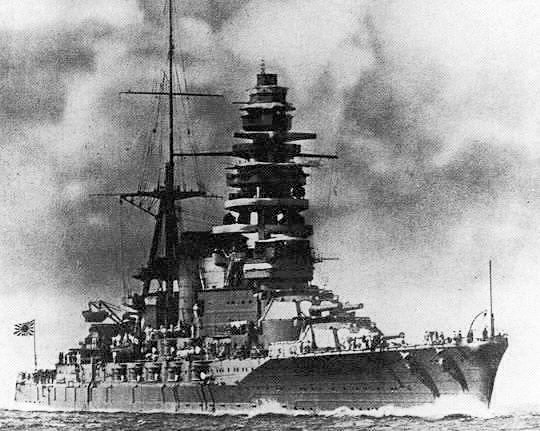
La Mutsu nei tardi anni 1939; notare l'imponente "albero a pagoda" tipico delle corazzate giapponesi dell'epoca

L'8 giugno 1943 la Mutsu si trovava ancorata a una boa nel braccio di mare tra Hashirajima e l'isola di Suō-Ōshima; la nave aveva appena imbarcato 113 cadetti e 40 istruttori della scuola di volo della Marina di Tsuchiura per una visita di familiarizzazione con l'unità. Alle 11:45, poco dopo il pranzo, l'equipaggio ricevette l'ordine di prepararsi a far cambiare ancoraggio alla nave, onde lasciare il posto alla Nagato in arrivo ad Hashirajima dopo un turno di lavori a Kure; la zona era ricoperta da una fitta nebbia con una visibilità inferiore ai 500 metri. La Mutsu imbarcava in quel momento nei suoi magazzini una dotazione completa di proiettili per i suoi pezzi d'artiglieria pesante, pari a 240 colpi per ogni torre da 410 mm; 50 di questi colpi erano proiettili Type 3 "Sanshikidan", munizioni incendiarie a frammentazione impiegabili nel tiro antiaereo.
Alle 12:13, in maniera completamente inaspettata e apparentemente senza alcuna avvisaglia, il magazzino delle munizioni della torre numero 3 (la sopraelevata di poppa) esplose con enorme fragore; nonostante la nebbia, il viceammiraglio Mitsumi Shimizu, comandante della 1ª Flotta, scorse chiaramente il bagliore bianco dell'esplosione mentre si trovava ancora a diverse miglia di distanza a bordo della Nagato. L'esplosione distrusse le strutture adiacenti alla torre e tranciò di netto lo scafo in due tronconi: l'improvviso e massivo ingresso dell'acqua nello spazio occupato dai locali macchine causò un pressoché immediato capovolgimento sul lato di dritta della sezione della nave posta davanti alla zona dello scoppio, lunga circa 150 metri, che affondò fino a toccare il fondale dell'ancoraggio con il massiccio albero a pagoda della corazzata; la sezione di poppa, lunga circa 45 metri, si capovolse a sua volta ma rimase a galla con la chiglia in alto fino a circa le 02:00 del 9 giugno, quando infine scomparve completamente sotto il livello dell'acqua a poca distanza dall'altra sezione dello scafo alle coordinate 33° 58' N, 132° 24' E.
La corazzata Fuso, l'unità più vicina al luogo del disastro, inviò subito un paio di imbarcazioni in soccorso dei naufraghi della Mutsu, venendo raggiunta poco dopo dai cacciatorpediniere Tamanami e Wakatsuki e dalle squadre di soccorso degli incrociatori Tatsuta e Mogami. Delle 1 474 persone presenti a bordo della Mutsu al momento della sciagura ne furono tratte in salvo solo 353, portando a 1 121 gli uomini morti nel disastro; furono recuperati solo 13 degli aviatori in visita, e la perdita di 140 tra cadetti e istruttori fu un colpo durissimo per il Servizio aeronautico della Marina, intento a ricostruire i ranghi dopo le forti perdite di piloti accusate durante l'operazione I-Go dell'aprile precedente.
Mentre le operazioni di salvataggio erano in corso, la flotta fu messa in stato d'allerta e l'intera zona fu fatta oggetto di intensi pattugliamenti aerei e navali alla ricerca di eventuali sommergibili nemici autori dell'attacco, di cui però non fu trovata traccia alcuna. Al fine di evitare il potenziale danno al morale nazionale, già piuttosto scosso dall'andamento non positivo della guerra, la perdita della Mutsu venne dichiarata un segreto di Stato: i superstiti dell'equipaggio furono divisi in piccoli gruppi e frettolosamente riassegnati a guarnigioni nelle isole del Pacifico lontane dalla madrepatria, come le isole Caroline, le isole Marianne, le isole Marshall o le isole Gilbert, dove molti di loro furono poi uccisi nei mesi seguenti dalle offensive degli statunitensi; i corpi delle vittime ripescati dal mare furono immediatamente fatti oggetto di cerimonie di cremazione di massa. Il cadavere del comandante della nave, capitano Teruhiko Miyoshi, fu recuperato dai sommozzatori il 17 giugno 1943, ma la notizia della sua morte fu ufficialmente comunicata alla vedova solo il 6 gennaio 1944; tanto Miyoshi quanto il suo ufficiale esecutivo capitano Koro Oono, parimenti deceduto nel disastro, furono promossi postumi al grado di contrammiraglio, una procedura abituale nella Marina imperiale.

### L'inchiesta

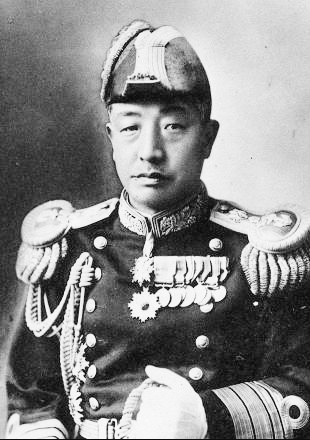
L'ammiraglio Kōichi Shiozawa, presidente della commissione d'inchiesta sul disastro della corazzata

Una commissione d'inchiesta ("Commissione M") agli ordini dell'ammiraglio Kōichi Shiozawa fu immediatamente riunita per indagare sulle cause del disastro. La commissione lavorò per due mesi prima di presentare il suo rapporto finale, vagliando diverse ipotesi. L'attacco a opera di un sommergibile o minisommergibile nemico penetrato nell'ancoraggio fu rapidamente escluso: le intense ricerche effettuate subito dopo l'esplosione non avevano portato ad alcun esito, e l'assenza di qualunque rivendicazione dell'attacco da parte degli stessi Alleati (nonostante l'enorme valore a fini di propaganda dell'affondamento di una corazzata nemica ferma all'interno della sua base) fu considerata una prova determinante per escludere questa ipotesi; inoltre, i testimoni oculari riferirono che l'esplosione generò una palla di fuoco dal colore rosso-bruno, evento assolutamente compatibile con la detonazione interna di un deposito di munizioni poi confermata anche dall'ispezione del relitto effettuata dai sommozzatori.
La possibilità di un'esplosione accidentale delle munizioni venne considerata con attenzione, in particolare per via della presenza nei magazzini della nave dei proiettili incendiari tipo "Sanshikidan": alcuni anni prima l'arsenale di Sagami aveva subito diversi danni in un grave incendio causato da un immagazzinamento improprio dei colpi incendiari, e subito dopo essere stato informato del disastro il ministro della marina, ammiraglio Shigetarō Shimada, ordinò di sbarcare le munizioni "Sanshikidan" da tutte le unità della flotta imperiale. L'inventore delle "Sanshikidan", comandante Yasui Yasukado, ricevette il compito di condurre, unitamente a esperti di ingegneria e ad alcuni dei testimoni oculari del disastro, delle prove presso il campo di addestramento di Kamegakubi utilizzando un simulacro della torre d'artiglieria della Mutsu e alcune munizioni incendiarie recuperate dal relitto della corazzata, come pure alcune "Sanshikidan" provenienti dai lotti di produzione antecedenti e successivi a quello imbarcato sulla nave al momento della sciagura. Gli esperimenti condotti a Kamegakubi dimostrarono che le "Sanshikidan" non erano in grado di esplodere autonomamente a temperature inferiori agli 80° C, e che in ogni caso la loro combustione generava un fumo di colore bianco quando tutti i testimoni riferivano di un fumo rosso-bruno, compatibile invece con la combustione della polvere da sparo.
La commissione d'inchiesta concluse infine che l'esplosione «era stata molto probabilmente causata da interferenze umane» nel magazzino di munizioni della torre numero 3. Un sabotaggio operato da agenti nemici, per quanto ventilato, fu escluso sia per via dell'alta sorveglianza a cui era oggetto la base di Hashirajima sia, ancora una volta, per l'assenza di rivendicazioni propagandistiche da parte degli Alleati. I sospetti principali si incentrarono quindi su un marinaio dell'equipaggio, membro della squadra assegnata alla torre numero 3: l'uomo si trovava in un forte stato di malcontento dopo essere stato recentemente accusato di essere l'autore di alcuni furti, e si credeva che per questo avesse sviluppato tendenze suicide poi concretizzatesi nel disastro. Pur dato certamente per morto dagli investigatori, il corpo del sospetto non venne mai ritrovato per quanto fosse stato cercato dai sommozzatori; a lungo persistette la convinzione che, in qualche modo, l'uomo riuscì a sfuggire dal disastro.
Lo storico Mike Williams ha formulato una teoria distinta per spiegare il disastro:
(Williams, p. 142.)

### Recupero del relitto

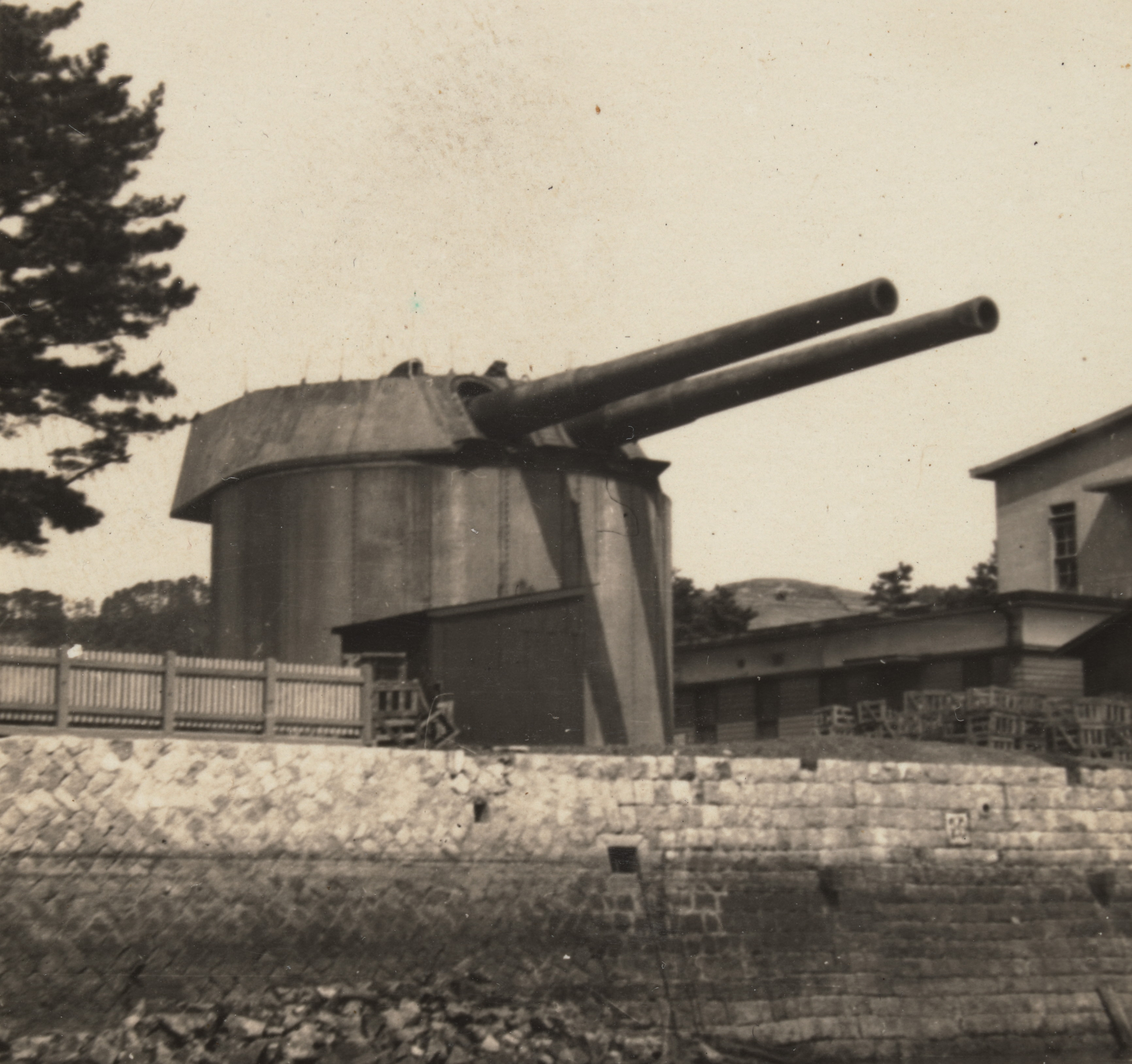
La torre numero 4 della Mutsu, recuperata ed esposta in mostra presso l'accademia navale di Etajima

Sebbene i sommozzatori riferissero che il relitto della Mutsu giaceva sul fondale «piegato come un chiodo storto», ufficiali della Marina formularono piani piuttosto ottimistici per riportare a galla la nave e ripristinarla come unità operativa in tre mesi di lavori. Un gruppo di ispettori si recò, il 17 giugno, a visionare il relitto della corazzata a bordo di un minisommergibile a sei posti: il battello rimase impigliato nel relitto stesso e gli uomini a bordo quasi esaurirono la riserva d'aria prima di riuscire a liberarsi e riemergere. Dopo che i sommozzatori ebbero completato l'analisi dello scafo il 22 luglio divenne chiaro che ogni recupero era inutile e il 1º settembre 1943 la Mutsu fu ufficialmente cancellata dai registri navali della Marina imperiale. Nel luglio 1944 circa 580 tonnellate di carburante furono recuperate dal relitto della corazzata.
Un primo tentativo di riportare a galla il relitto fu tentato nel 1949 ma fu subito abbandonato. L'emblema con il crisantemo, simbolo della casa imperiale giapponese, sfoggiato dalla nave a prua fu recuperato nel 1953 ma andò perduto o fu demolito poco dopo; uno dei cannoni secondari da 140 mm fu recuperato nel 1963 e donato al Santuario Yasukuni di Tokyo. Il 20 marzo 1970 la Fukada Salvage Company acquistò i diritti di recupero dello scafo della corazzata, e i lavori sul relitto proseguirono poi fino al 1978 portando alla demolizione del 75% della nave; benché varie componenti come due delle torri d'artiglieria, la prua, le eliche e i timoni fossero stati recuperati intatti, la gran parte dello scafo fu smantellata per recuperarne l'acciaio, venduto poi a un istituto di ricerca perché non contaminato dalla radioattività generata dai test nucleari della guerra fredda. Le operazioni di recupero del relitto portarono al rinvenimento di 849 corpi dei membri dell'equipaggio periti nel disastro; dal 1995 nessuna ulteriore operazione di recupero su quanto resta del relitto è più stata pianificata.
La porzione più significativa del relitto non riportata a galla è una sezione lunga 35 metri che va dal ponte di castello fino alle vicinanze della torre numero 1, giacente sul fondale ad almeno 12 metri sotto la superficie dell'acqua; si stima che i resti di 272 membri dell'equipaggio si trovino ancora all'interno di quanto rimane del relitto. Molti dei reperti recuperati dal relitto sono esposti in un museo-memoriale dedicato alla corazzata, aperto nel luglio 1970 a Suō-Ōshima e spostato quindi nell'aprile 1994 in nuovo edificio situato nel sobborgo di Tōwa. La torre numero 4 dei cannoni da 410 mm, riportata a galla il 23 agosto 1970 e poi completamente restaurata, è esposta presso l'accademia navale della Forza di autodifesa marittima giapponese di Etajima; uno dei cannoni da 410 mm della torre numero 3 è stato invece esposto presso il Museo delle scienze marittime di Shinagawa a Tokyo, mentre l'altro pezzo della stessa torre è esposto all'aperto presso il parco cittadino di Daiwa a Kure. Infine, una delle ancore e una delle eliche della nave come pure un altro dei cannoni da 410 mm sono esposti presso il Museo Yamato di Kure.

### Annotazioni
1. ↑  Per effetto della Linea internazionale del cambio di data, a Pearl Harbor era il 7 dicembre 1941.

### Fonti
1. ↑  Skwiot 2008, pp. 4-70.
2. ↑  Silverstone, p. 334.
3. ↑  Hyde, p. 78.
4. ↑  Skwiot 2008, pp. 17–19, 21.
5. 1 2 3 4 5 6 7 8 9 10 11 12 13 14 15 16 17 18 19 20 21  (EN) Bob Hackett, Sander Kingsepp, Lars Ahlberg, IJN Battleship MUTSU: Tabular Record of Movement, su combinedfleet.com. URL consultato il 5 ottobre 2021 (archiviato dall'url originale il 18 maggio 2017).
6. ↑  Skwiot 2007, pp. 34, 71.
7. ↑  Skwiot 2007, p. 81.
8. ↑  Rohwer, pp. 168-169.
9. ↑  Parshall & Tully, p. 453.
10. ↑  Parshall & Tully, p. 383.
11. ↑  Rohwer, p. 190.
12. ↑  Williams, p. 125.
13. ↑  Williams, pp. 129-132.
14. ↑  Williams, p. 132.
15. ↑  Williams, p. 133.
16. 1 2  Williams, p. 137.
17. ↑  Williams, pp. 137-138.
18. ↑  Williams, pp. 135-136.
19. ↑  Williams, pp. 134-135.
20. ↑  (EN) Imperial Japanese Navy: Battleship Mutsu, su imperialjapanesenavy.blogspot.com. URL consultato il 25 aprile 2018 (archiviato dall'url originale il 13 settembre 2017).
21. 1 2 3  Williams, pp. 138-139.
22. ↑  Williams, pp. 140-141.
23. 1 2  Williams, p. 139.
24. ↑  (EN) The Yamato Museum of Kure 呉市大和ミュジアム, su daisetsuzan.blogspot.com. URL consultato il 25 aprile 2018 (archiviato dall'url originale il 13 settembre 2017).